# Castration chimique

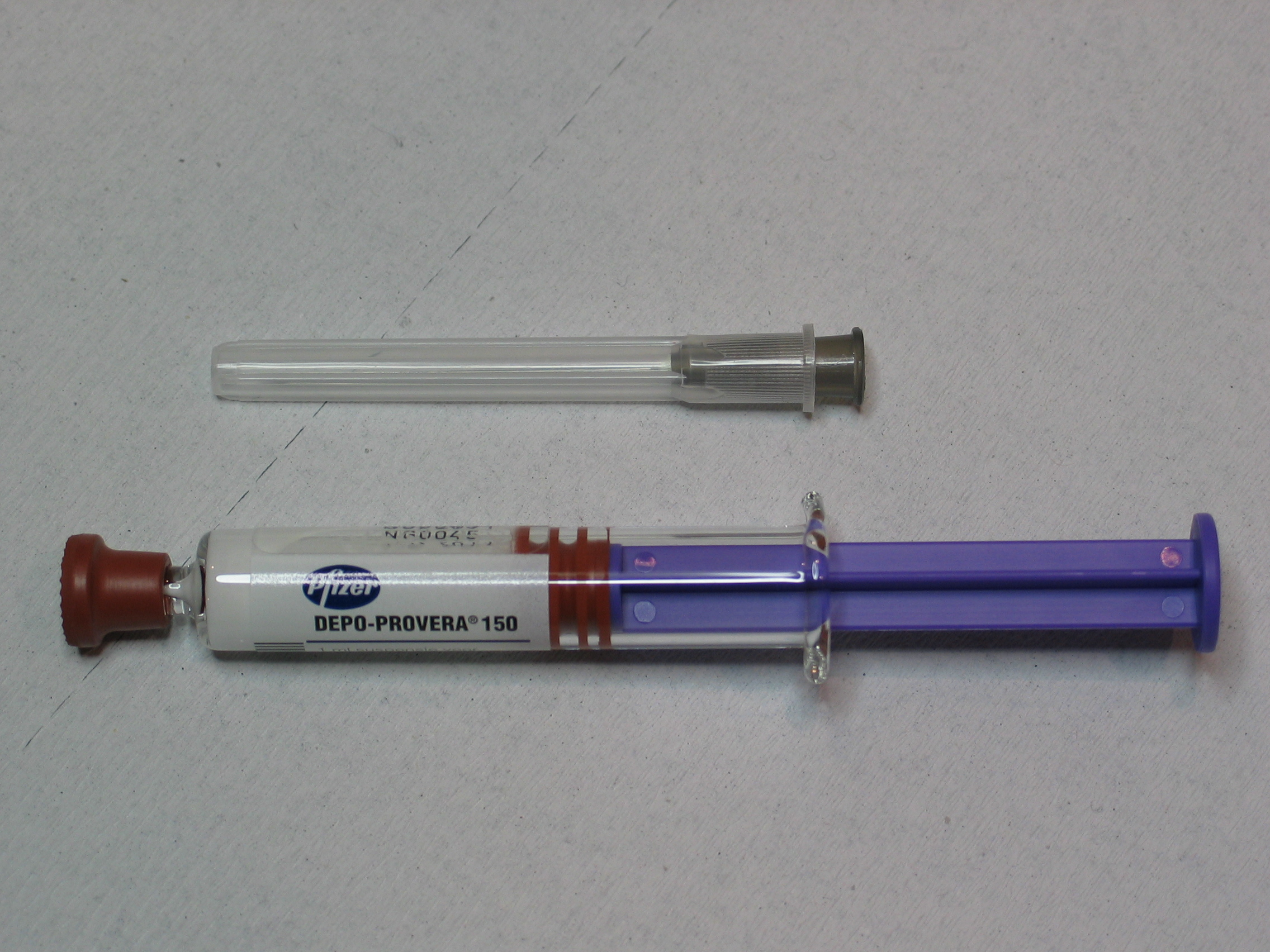
Seringues utilisées pour la castration chimique

L'expression castration chimique ou immunocastration peut avoir plusieurs sens :
1. le traitement alternatif à la « castration chirurgicale », couramment pratiquée par les éleveurs et vétérinaires ;
2. un traitement inhibiteur de la libido, visant à diminuer l'appétit sexuel par l'administration de substances hormonales. Il sert aux États-Unis et dans quelques pays d'Europe à lutter contre la récidive des délinquants sexuels. Ce traitement peut être administré aux hommes et aux femmes. Chez l'homme, la castration chimique inhibe l'activité gonadique par l'utilisation de médicaments anti-androgènes ce qui a pour effet une baisse de la libido[1].

Le recours à la castration chimique fait débat à cause des préoccupations liées aux droits de l'homme et des effets secondaires possibles qu'elle engendre. Aujourd'hui, un seul État a rendu obligatoire la castration chimique pour les pédophiles récidivistes : la Californie (depuis 1996).
Les députés russes ont voté le 4 octobre 2011 une loi permettant de condamner à la castration chimique les pédophiles reconnus coupables de crimes sexuels sur des mineurs de moins de 14 ans. La mesure a été adoptée en première lecture à la quasi-unanimité à la chambre basse du Parlement (Douma), 322 députés ayant voté pour et un seul contre.

## Description

### Application
Le procédé consiste en un traitement qui peut se présenter sous deux formes : par voie orale ou par injections.
Les premiers traitements commercialisés en France sont les anti-androgènes. Ils contrecarrent l'action des hormones androgènes sécrétées. On peut citer l'acétate de cyprotérone, un dérivé de la progestérone.
- Chez l'homme, leur action permet de ralentir la croissance des cellules de la prostate et donc de réduire la libido. Ce traitement se présentant sous la forme d'une pastille, il est difficile de s'assurer que le patient le suit à la lettre, et il peut induire une gynécomastie[3] (hypertrophie des glandes mammaires) tel que l'expérimenta Alan Turing[4],[5].
- Chez la femme, les effets sont similaires, bien qu'il y ait peu de recherches concernant l'abaissement chimique de la libido féminine ou des anaphrodisies spécifiques aux femmes. Toutefois les régimes hormonaux anti-androgènes réduiraient la testostérone chez les femmes ce qui entraînerait une réponse sexuelle[6],[7],[8]. Ces médicaments dégonflent également les glandes mammaires et augmentent la taille du mamelon. On voit également une diminution soudaine de la masse osseuse et une décoloration des lèvres[9],[10], une réduction de la taille des poils[11], et de la masse musculaire[12].

D'autres traitements commercialisés sont des analogues de la GnRH : ils bloquent l'action de la GnRH (hormone libératrice des gonadotrophines), une hormone de la reproduction. La triptoréline en est un exemple. Le contrôle des prises est facilité par une administration qui se fait par injection. Le produit injecté se dissout lentement, assurant la libération continue et fiable du médicament durant trois mois.

### Efficacité
L'efficacité du traitement reste encore à prouver. Les statistiques montrent une différence significative de récidive avec ou sans traitement, sans pour autant que cette différence soit forte (13.7% vs 10.1%). Ce type de traitement doit donc encore faire ses preuves car il y a un manque d'études suffisamment rigoureuses. Néanmoins il est important de préciser que ce traitement est indissociable d’un suivi psychologique. Selon Florence Thibaut, professeur de psychiatrie au CHU de Rouen, le problème vient d’un problème comportemental qui, sans le traitement médicamenteux, est difficile à atteindre pour le patient dont toute l’attention est portée sur son obsession sexuelle. Le traitement médicamenteux est une « sorte de calmant », son but étant de stopper les problèmes d’ordre physique pour que le patient se concentre sur son comportement. Une fois que le traitement fait effet, le patient est « davantage disponible pour travailler d’autres points », peut « s’intéresser à autre chose » et donc admettre le préjudice causé à la victime, être d'accord sur l'utilité de se soigner, de progresser sur le contrôle de soi-même, voire de réorienter sa sexualité.

## Controverses

### Une appellation contestée
L'usage de l'appellation « castration chimique » pour désigner les traitements inhibiteurs de la libido est contestée. Le terme « castration » renvoie à l'idée de mutilation génitale, ablation des organes nécessaires à la reproduction qui est désapprouvée par une grande partie du monde, et illégale sur l’homme dans la plupart des pays. La castration chirurgicale a un effet irréversible, alors que l'effet de la castration chimique disparait après arrêt du traitement. Elle n'est pas non plus une forme de stérilisation.

### Une obligation contestée
Pour Bernard Cordier, chef du service de psychiatrie de l'hôpital Foch de Suresnes (Hauts-de-Seine), soumettre de force les délinquants sexuels n’est pas une solution. S’ils ne désirent pas suivre ce traitement, ils ne désirent pas non plus se soigner. Donc les contraindre au traitement ne servirait à rien. Comme le soulignait Florence Thibaut dans l’interview précédemment citée, c’est le comportement mental qui prime pour soigner ce genre de déviance sexuelle. Sans l’envie du patient, même contraint à renoncer à ses pulsions sexuelles pendant quelque temps, il gardera la même mentalité, et dès l’arrêt du traitement il reprendra son obsession et récidivera.
De plus, imposer un traitement à un patient n’est pas en accord avec le code de déontologie auquel sont soumis les médecins. En effet, en France l'activité des médecins est réglementée par ce code établi par le Conseil de l'Ordre des Médecins chargé du respect de ses dispositions (article 1er du décret). Le fait de demander aux médecins d’imposer ce traitement va à l’encontre de plusieurs articles de ce code (notamment l'article 5 : Indépendance professionnelle ; l'article 6 : Libre choix ; l'article 8 : Liberté de prescription).

## Droit par pays

### Canada
En droit pénal canadien, le Code criminel autorise la castration chimique à condition que le délinquant y consent, en vertu de l'article 732 (3) g) : « (3) Le tribunal peut assortir l’ordonnance de probation de l’une ou de plusieurs des conditions suivantes, intimant au délinquant : si le délinquant y consent et le directeur du programme l’accepte, de participer activement à un programme de traitement approuvé par la province ». Bien que cette disposition ne mentionne pas expressément les mots « castration chimique », les tribunaux canadiens interprètent la disposition comme autorisant la castration chimique lorsque le délinquant y consent, par exemple comme l'explique la juge dans la décision R. c. Belleau.

### États-Unis
Un contraceptif de type progestérone, l'acétate de médroxyprogestérone, a été expérimenté en 1966 comme un moyen en vue de castration chimique. En effet cette année-là, John Money, (psychologue, sexologue et auteur spécialiste de la recherche sur l'identité sexuelle et la biologie de genre), a prescrit de l'acétate de médroxyprogestérone pour traiter un patient atteint de pédophilie. Il est devenu le premier Américain à employer la castration chimique. Malgré la réussite de cette nouvelle forme de castration, ce médicament n'a pas été approuvé par la FDA pour le traitement des délinquants sexuels.
Aux États-Unis, au moins neuf États (Californie, Floride, Géorgie, Iowa, Louisiane, Montana, Oregon, Texas, Wisconsin) ont expérimenté la castration chimique.
La Californie fut le premier État à utiliser la castration chimique comme punition des délinquants sexuels. Lors d'une affaire de pédophilie en Californie, les juges ont exigé pour la première fois que des délinquants ayant commis des sévices sexuels sur un enfant âgé de 13 ans, subissent la castration chimique. En Californie, après un deuxième délit, le traitement est obligatoire.
Elle est devenue, après la modification de la section 645 du code pénal en 1966, le premier État américain à ordonner la castration chimique obligatoire comme punition pour l'attouchement d'enfants. Cette loi dispose que si les juges rendent un verdict de culpabilité pour un viol d'enfant (mineur de 13 ans), le coupable peut être traité avec l'acétate de médroxyprogestérone s'il est en liberté conditionnelle et si c'est son deuxième délit sexuel. Les condamnés sont obligés d'accepter le traitement de castration chimique.
L'adoption de cette loi a mené à d'autres lois semblables comme la section 794.0235 de Floride votée en 1997. Dans l'Iowa et en Floride, les délinquants peuvent être condamnés à la castration chimique dans tous les cas impliquant des délits sexuels sérieux. Comme en Californie, le traitement est obligatoire après un deuxième délit. Le 25 juin 2008 au Sénat, le gouverneur de la Louisiane Bobby Jindal a signé le projet de loi 144, permettant aux juges de Louisiane de condamner les coupables de viols à la castration chimique.

### En Union européenne
La castration chimique est aujourd'hui utilisée dans de nombreux pays du nord de l'Union européenne tels que l'Allemagne, le Danemark, la Belgique, la Pologne, où elle a fait ses preuves comme solution au récidivisme des auteurs de crime sexuel. En général la castration chimique est subordonnée à une expertise psychiatrique des intéressés et complétée par une psychothérapie. Elle n'est jamais imposée, l'intéressé pouvant dans certains pays avoir le choix entre le traitement et une peine de prison (ou une peine de prison plus longue).

#### Allemagne
Une loi est entrée en vigueur en novembre 1973 ; elle permet aux personnes de plus de 25 ans de se faire pratiquer la castration par un médecin ou de se faire prescrire un autre traitement a priori réversible, mais qui peut avoir les mêmes effets. Il n'est délivré que pour empêcher, soigner ou apaiser des maladies graves, des troubles psychiques ou des souffrances liées à son instinct sexuel anormal. La loi offre la même possibilité aux personnes souffrant de déviances sexuelles et qui, compte tenu de leur personnalité et de leur passé, risquent de commettre des agressions sexuelles sur des mineurs ou des viols par exemple.
Depuis le 1er janvier 2003 une loi, inspirée d'un article de 1998, impose aux prisonniers condamnés à des peines de plus de deux ans pour délit sexuel un suivi psychologique adapté à leur cas dans un établissement socio-thérapeutique. Entre 2004 et 2008, il est apparu après des évaluations commandées par le ministère de la justice, que la pratique différait d'un établissement à l'autre. Dans certains, le suivi psychologique incluait un traitement médicamenteux.
Cependant, dans les différentes lois, l'intéressé doit avoir fait l'objet d'une expertise et être volontaire. Certains condamnés optent pour cette solution afin d'obtenir des réductions de peine ou pour éviter la rétention de sûreté qui peut leur être imposée par la juridiction de jugement.

#### Belgique
La castration chimique des délinquants sexuels n'est pas explicitement prévue par les textes. Toutefois, le juge peut accorder aux délinquants sexuels un sursis avec mise à l'épreuve ou une libération conditionnelle, s’ils s'engagent à prendre un traitement pouvant inclure une castration chimique. Par ailleurs, celle-ci peut être proposée aux délinquants sexuels en milieu carcéral. Il est précisé que l'intéressé doit être non seulement volontaire, mais également informé des effets secondaires pouvant se manifester à la suite du traitement. De plus il est souligné que la castration chimique doit toujours être accompagnée d'un suivi psychologique et médical.
En pratique, la castration chimique est rarement appliquée en Belgique. Dans tous les cas, elle n'a été pratiquée qu'après l'avis d'un expert psychiatre et avec l'accord de l’intéressé. Les centres qui assurent le suivi thérapeutique des délinquants sexuels afin d'éviter la récidive, ont révélé que le pourcentage de récidives qui suivaient un traitement hormonal était très faible.
Depuis le 1er septembre 2009, le coût des médicaments pris lors d'un traitement de castration chimique est remboursé par la sécurité sociale.

#### Danemark
À la suite d'une modification apportée au code pénal en 1997, la Direction des affaires criminelles du ministère de la justice a défini les cas dans lesquels la castration chimique était susceptible d'être mise en œuvre :
- pour les infractions sexuelles réalisées sans recours à la violence, la castration chimique peut être un substitut à l'incarcération.
- pour les délinquants sexuels condamnés à des peines de prison ferme et qui ont été considérés comme susceptibles de tirer profit d'un tel traitement, la castration chimique est réalisée pendant l'incarcération ou pendant la période de liberté conditionnelle.

Dans tous les cas, l'accord de l'intéressé est nécessaire et ce traitement n'est que le complément d'une psychothérapie.
En 2001, après trois ans à titre expérimental, le dispositif a été rendu définitif par la loi de finances. Deux façons d'appliquer la castration chimique ont été mises en place : la castration chimique se substituant à la peine de prison, et la castration chimique s'ajoutant à la peine de prison.
- La castration chimique se substituant à la peine de prison
  - Le champ d'application : La mesure vise les auteurs de certaines infractions sexuelles, celles commises sans recours à la contrainte directe. Le règlement de 1997 énumère les infractions visées : les incestes au sens large (c'est-à-dire non seulement les relations sexuelles avec des ascendants ou des descendants, mais aussi avec des enfants adoptifs, avec des enfants du conjoint, etc.), les relations sexuelles obtenues par un abus d'autorité (les victimes sont des écoliers, des détenus, des pensionnaires d'établissements pour handicapés, etc.) ainsi que les cas les plus graves d'attentats à la pudeur. Dès le début de la procédure pénale, les intéressés doivent être informés qu'ils peuvent choisir de recourir à la castration chimique. Ils peuvent alors être condamnés par le juge pénal à suivre un traitement au lieu de purger une courte peine de prison (en principe comprise entre quatre ou six mois et 18 mois). Cette substitution est subordonnée à l'avis de l'une des trois commissions régionales d'experts instituées par le règlement expérimental de 1997. Chacune de ces commissions rassemble : un représentant de l'administration pénitentiaire, un employé des services sociaux de la commune d'origine de l'intéressé, et un médecin de l'un des trois établissements hospitaliers spécialisés dans le traitement des délinquants sexuels. Ces trois établissements constituent un réseau. Ils sont situés respectivement à Århus (presqu'île du Jutland), Copenhague (île de Seeland) et Odense (Fionie). Cette répartition des établissements permet de couvrir de façon assez équilibrée l'ensemble du territoire. La commission géographiquement compétente doit en effet indiquer si la mesure est adaptée, compte tenu en particulier de la motivation de l'intéressé.
  - Le dispositif : Lorsque le tribunal met en œuvre les dispositions du règlement du ministère de la justice du 19 septembre 1997 relatif au traitement des personnes qui ont commis certaines infractions sexuelles, il détermine les obligations qu'il impose aux délinquants, ainsi que les conséquences du non-respect de sa décision. En pratique, c'est la commission régionale d'experts, géographiquement compétente, qui définit le traitement. En règle générale, ce dernier dure au moins deux ans et se déroule en trois phases :
    - Pendant trois à six mois, l'intéressé séjourne dans un établissement fermé.
    - Le traitement est administré sous forme ambulatoire et sous la surveillance de l'administration pénitentiaire pendant un an dans l'un des trois établissements hospitaliers spécialisés.
    - Pendant la dernière phase du traitement, qui dure environ un an et demi, l'intéressé ne suit en principe pas de traitement, mais est soumis au contrôle de l'administration pénitentiaire.

Le tribunal assortit souvent sa décision de traitement, d'une interdiction de séjour dans des lieux fréquentés par des mineurs.
- La castration chimique s'ajoutant à la peine de prison
  - Le champ d'application : La mesure concerne les personnes condamnées à une peine de prison ferme après avoir commis une infraction sexuelle qui ne relève pas du dispositif précédent. Elle est applicable, quelle que soit la nature et la gravité de l'infraction commise. En pratique, les personnes condamnées à des peines de prison de moins de trois mois, n'entrent pas dans le champ d'application du dispositif, car elles bénéficient généralement d'une libération conditionnelle très rapidement après le prononcé de la peine. Les personnes auxquelles un traitement aurait pu être imposé à titre de substitution à l'incarcération, mais qui ont préféré purger une peine de prison, peuvent être traitées dans ce cadre.
  - Le dispositif : Les intéressés commencent à purger leur peine à Herstedvester, l'établissement pénitentiaire spécialisé dans le traitement des psychopathes. Ils y séjournent en règle générale, quatre à six semaines, pendant lesquelles des professionnels évaluent leur motivation et leur besoin de traitement. Si le traitement est considéré comme adapté à la situation, il est administré selon les cas, pendant l'incarcération ou pendant la période de liberté conditionnelle. Le suivi du traitement peut constituer une condition de libération conditionnelle. Le traitement est assuré en principe sous forme ambulatoire dans l'un des trois établissements hospitaliers spécialisés[22].

#### Espagne
En 2008, les ministres de la Justice et de l'Intérieur avaient annoncé une vaste réforme du code pénal incluant la castration chimique pratiquée sur la base du volontariat. Celle-ci dans le but de lutter contre les délinquants sexuels. Mais le débat pèse encore, car certains – c'est notamment le cas du Conseil général du pouvoir judiciaire – estiment qu'une telle mesure serait incompatible avec la Constitution, qui garantit le droit de chaque personne à l'intégrité physique et condamne explicitement les « peines et les traitements dégradants ».
La Catalogne, dont le statut d'autonomie inclut depuis 1984 l'exécution de la politique pénitentiaire, définie au niveau national, a commencé à appliquer depuis fin 2009 un programme de traitement réservé aux délinquants sexuels les plus dangereux et considérés comme susceptibles de récidiver à leur sortie de prison (pédophiles, agresseurs en série, etc.). Ce programme, qui repose sur le volontariat des intéressés, concernera les détenus en fin de peine. Il pourra s'appliquer à quatre personnes par an pendant dix ans. Il sera assorti d'un accompagnement psychologique. La participation à ce programme sera sans conséquence sur l'exécution de la peine. Actuellement, un seul établissement pénitentiaire peut recevoir les détenus concernés, mais chaque province de la communauté catalane devrait, dans le délai de deux ans, être dotée d'une prison spécialisée.

#### France
Dans le cadre du suivi socio-judiciaire institué par la loi Guigou (no 98-468 du 17 juin 1998 « relative à la prévention et à la répression des infractions sexuelles ainsi qu'à la protection des mineurs ») les détenus peuvent, sur la base du volontariat, suivre un traitement médicamenteux visant à réduire la production de testostérones. Actuellement, le dispositif n'est pas obligatoire, mais les détenus qui n'y participent pas, ne peuvent prétendre à des remises de peine ou à la libération conditionnelle.
Le 27 septembre 2007, le député UMP Bernard Debré avait déposé une proposition de loi tendant à imposer la castration chimique aux personnes condamnées après avoir commis une agression sexuelle. Selon les termes de la proposition, le juge pénal aurait eu la faculté d'obliger les intéressés à suivre un traitement. Celui-ci aurait commencé pendant l'exécution de la peine et aurait pu, le cas échéant, se poursuivre après la sortie de prison. En cas de refus, les intéressés auraient en effet été susceptibles d'être réincarcérés ou placés en détention de sûreté. Mais finalement elle a été refusée par l'Assemblée nationale.
Le projet a été ressorti de ses cartons en novembre 2009 avec le projet de loi tendant à amoindrir le risque de récidive criminelle et portant diverses dispositions de procédure pénale, l'Assemblée nationale adoptant un amendement permettant au juge d'imposer cette mesure, mais le Sénat l'a retiré, laissant au médecin le soin d'apprécier son opportunité en fonction du patient.

#### Pologne
En septembre 2009, la Chambre basse a adopté un texte portant diverses dispositions d'ordre pénal. Ce texte tend notamment à modifier des mesures relatives au traitement des délinquants sexuels. Elle prévoit que le juge :
- devra soumettre les personnes condamnées pour certaines infractions sexuelles (en particulier les viols commis sur des enfants et les incestes) à un traitement médicamenteux ou psychologique.
- pourra soumettre les personnes condamnées à une peine de prison ferme pour avoir commis d'autres infractions sexuelles, à suivre un traitement médicamenteux ou psychologique.

Dans le code pénal actuellement en vigueur, la castration chimique n'est pas mentionnée de façon explicite. Il est prévu que le juge peut, au moment où il prononce la peine de prison, imposer aux délinquants sexuels un traitement que l'intéressé doit suivre après son incarcération ; mais la nature de ce traitement n'est pas précisée. Le projet prévoit deux modalités d'application : le placement dans un établissement fermé ou le traitement ambulatoire. Le dispositif aurait pour objet la « réduction des pulsions sexuelles déviantes » et consisterait en un traitement médicamenteux ou en une psychothérapie. Il n'est pas prévu qu'il repose sur le volontariat, car le traitement serait imposé aux condamnés. Le juge pénal aurait l'obligation de prescrire le traitement pour les auteurs des infractions sexuelles considérées comme les plus graves. D'après le texte transmis au Sénat, le dispositif serait applicable à deux groupes de personnes condamnées pour des infractions sexuelles :
- Le juge pénal doit imposer le traitement aux auteurs de viols sur des enfants de moins de 15 ans ou sur des membres de la famille
- Pour les auteurs d'autres infractions sexuelles ayant été condamnés à une peine de prison ferme, le juge pénal a alors la faculté d'imposer le traitement en prononçant la condamnation.

Dans tous les cas, le juge devrait recueillir l'avis d'un expert médical avant d'imposer le traitement. L'expert serait en particulier chargé de démontrer le caractère « déviant » du comportement sexuel du condamné, ainsi que d'indiquer le traitement adapté. La mesure serait applicable une fois la peine purgée.

#### Suède
En application de la loi pénitentiaire, les prisonniers qui ont été condamnés pour des infractions sexuelles suivent en principe une psychothérapie. En Suède, le séjour en prison doit, d'une part, préparer la réadaptation à la vie sociale des personnes incarcérées et, d'autre part, prévenir les risques de récidive.
Un traitement médicamenteux peut être proposé aux condamnés suivant le programme ROS (Relation Och Samenlevnad, c'est-à-dire Relation et vie collective), mais ce traitement reste facultatif. Le programme ROS mis en œuvre par l'administration pénitentiaire depuis 2002 et réhabilité en 2009 est en fait une thérapie individuelle qui, dans certains cas, est complétée par un traitement médicamenteux.

### Royaume-Uni
En juin 2007, à la suite d'un rapport gouvernemental, l'Angleterre et le Pays de Galles, ont l'intention d'entreprendre des mesures de protection contre les délinquants sexuels : entre autres, l'utilisation de traitements médicaux destinés à réduire les pulsions sexuelles. Jusqu'alors, les seuls traitements disponibles étaient de nature psychologique, aucun texte législatif ou réglementaire ne faisait référence à un quelconque traitement médicamenteux.
En octobre 2007, le ministère de la santé a passé un accord avec une clinique psychiatrique pour la mise en place, jusqu'au 30 novembre 2010, d'un service national de conseils pour les condamnés, en vue de leur faciliter l'accès aux traitements médicaux. La circulaire (loi) PC35/2007 informe le personnel de l'administration pénitentiaire de l'existence de ce service. Ainsi, les délinquants sexuels volontaires, en prison ou en liberté conditionnelle, peuvent profiter d'une évaluation psychiatrique et d'une éventuelle prescription médicale.
Les bénéficiaires du traitement sont choisis par rapport aux critères énumérés dans la circulaire. Il est prévu de ne traiter qu'un nombre restreint de personnes, en priorité, celles qui sont atteintes d'un trouble mental pouvant favoriser la récidive et celles qu'un traitement chimique pourrait aider à contrôler leur comportement sexuel. Le service central étudie les dossiers et décide d'envoyer ou non les délinquants sexuels au psychiatre compétent le plus proche. Un réseau de psychiatres a été constitué à cet effet. La première année, onze délinquants sexuels ont été orientés vers un psychiatre pour une première évaluation. La participation à ce programme est sans conséquence sur la peine et ne dispense pas du suivi psychologique auquel les intéressés doivent se soumettre.